# Irene Grandi (1994)
Irene Grandi è l'album di debutto della cantante italiana Irene Grandi, pubblicato il 26 maggio 1994.
Uscito poco dopo la sua partecipazione al Festival di Sanremo 1994, dove si aggiudicò il 4º posto nella categoria "Nuove proposte" con il brano Fuori, fu subito un successo, tanto che nello stesso anno ne venne fatta una speciale edizione per il mercato tedesco.
Alcuni dei singoli di lancio sono stati firmati da noti cantautori: Sposati! Subito! è stata scritta da Eros Ramazzotti, T.V.B. da Jovanotti. Nell'album è contenuta anche una cover del noto brano (You Make Me Feel Like) A Natural Woman.
Esiste come traccia fantasma una cover del brano Silenzioso slow.

## Tracce
CD (CGD 4509-95632-2 (Warner)
1. Sposati! Subito!! (Irene Grandi, Telonio, Eros Ramazzotti, Eric Buffat) - 4:53
2. Mille (Telonio) - 4:15
3. Vai vai vai (Telonio, Eric Buffat) - 5:05
4. Fuori (Telonio, Irene Grandi) - 4:15
5. Un motivo maledetto (Telonio, Irene Grandi) - 4:31
6. T.V.B. (Telonio, Jovanotti) - 3:51
7. (You Make Me Feel Like) A Natural Woman (Carole King, Gerry Goffin, Jerry Wexler) - 3:34
8. La cucina (Telonio, Irene Grandi) - 3:37
9. Cose da grandi (Irene Grandi, Telonio, Eric Buffat) - 5:34
10. Silenzioso slow (Alfredo Bracchi, Giovanni D'Anzi) - 3:28 - ghost track

## Versione tedesca
Nel giugno 1994, qualche mese dopo la pubblicazione italiana, il disco esce anche in Germania con l'aggiunta del duetto con il cantante tedesco Klaus Lage, Weil du anders bist, che ottiene un gran successo nei paesi di lingua tedesca. Successivamente vengono pubblicati come singoli i brani Fuori in una particolare versione radio e Vai, vai, vai. Le due edizioni, italiana e tedesca, differiscono anche perché la copertina dell'edizione tedesca è di un rosa più acceso e all'interno del libretto è presente il testo di Weil du anders bist.

## Tracce
1. Weil du anders bist (con Klaus Lage)
2. Sposati! Subito!!
3. Mille
4. Vai vai vai
5. Fuori
6. Un motivo maledetto
7. T.V.B.
8. (You Make Me Feel Like) A Natural Woman (cover)
9. La cucina
10. Cose da grandi
11. Silenzioso slow (cover) - ghost track

## Formazione
- Irene Grandi – voce, cori
- Telonio – chitarra acustica, cori, chitarra elettrica
- Riccardo Galardini – chitarra acustica, chitarra elettrica
- Massimo Pacciani – batteria, percussioni
- Cesare Chiodo – basso
- Eric Buffat – tastiera, cori, programmazione, pianoforte
- Gianni Salvatori – chitarra acustica, cori, chitarra elettrica
- Dado Parisini – tastiera, cori, pianoforte
- Giacomo Castellano – chitarra
- Stefano Allegra – basso
- Stefano Cantini – sax
- Antonella Pepe, Rossella Ruini, Leonardo Abbate – cori

## Classifiche

### Classifiche settimanali
| Classifica (1994) | Posizione massima |
| ----------------- | ----------------- |
| Italia            | 9                 |